# Obac de la Creu de Ferri
L'Obac de la Creu de Ferri o Obaga de Sant Martí, o, també, Obaga dels Castellans, és una obaga a cavall dels termes municipals de Coll de Nargó (antic terme de Montanissell), a la comarca de l'Alt Urgell, i d'Abella de la Conca, a la del Pallars Jussà, en territori del poble de Bóixols.
Està situada al nord-est de Bóixols, a l'esquerra del riu de Pujals i al vessant nord-occidental del Setcomelles. La carretera L-511 hi fa tot el tomb. És al nord-est de l'Obac del Pi Gros.
La major part de l'obaga pertany a l'Alt Urgell. Únicament el seu extrem sud-occidental entra dins del terme d'Abella de la Conca i, per tant, en territori pallarès.

## Etimologia
Es tracta d'un topònim romànic descriptiu; és una obaga on hi hagué una creu de ferro, aquesta darrera paraula en una de les formes dialectals amb què es presenta.